# UCI WorldTour 2023
Die UCI WorldTour 2023 war die 13. Ausgabe der höchsten Rennserie im Straßenradsport der Männer.
Insgesamt wurden vom 17. Januar bis 17. Oktober 2023 35 Wettbewerbe auf vier Kontinenten ausgetragen. Neben den  dreiwöchigen Grand Tours Tour de France, Giro d’Italia und Vuelta a España gehörten wichtige Klassiker, darunter die fünf Monumente des Radsports Mailand–Sanremo, die Flandern-Rundfahrt, Paris–Roubaix, Lüttich–Bastogne–Lüttich und die Lombardei-Rundfahrt zur UCI World Tour 2023.
Erstmals seit der COVID-19-Pandemie fanden wieder Rennen in Australien statt. Zudem wurde auch die Tour of Guangxi wieder durchgeführt, die in den vergangenen Jahren aus demselben Grund kurzfristig abgesagt wurde.
Startberechtigt waren die besonders lizenzierten UCI WorldTeams, die bei allen Rennen, die bereits 2016 im Kalender standen, auch zum Start verpflichtet waren. Ebenfalls startberechtigt, aber nicht startverpflichtet, waren außerdem aufgrund der Weltranglistenposition ausgewählte UCI ProTeams. Weitere UCI ProTeams konnten durch den jeweiligen Veranstalter eines Rennens nach dessen Wahl eingeladen werden. Mit Genehmigung des Professional Cycling Council war außerdem pro Rennen ein Nationalteam des Gastgeberlandes zur Teilnahme berechtigt.

## Rennen
| Datum              | Rennen                                      | Punkte | Sieger                                    |
| ------------------ | ------------------------------------------- | ------ | ----------------------------------------- |
| 17.–22. Januar     | Tour Down Under (Details)                   | 500    | Jay Vine (UAE Team Emirates)              |
| 29. Januar         | Cadel Evans Great Ocean Road Race (Details) | 300    | Marius Mayrhofer (Team DSM)               |
| 20.–26. Februar    | UAE Tour (Details)                          | 300    | Remco Evenepoel (Soudal Quick-Step)       |
| 25. Februar        | Omloop Het Nieuwsblad (Details)             | 300    | Dylan van Baarle (Jumbo-Visma)            |
| 4. März            | Strade Bianche (Details)                    | 400    | Thomas Pidcock (Ineos Grenadiers)         |
| 5.–12. März        | Paris–Nizza (Details)                       | 500    | Tadej Pogačar (UAE Team Emirates)         |
| 6.–12. März        | Tirreno–Adriatico (Details)                 | 500    | Primož Roglič (Jumbo-Visma)               |
| 18. März           | Mailand–Sanremo (Details)                   | 800    | Mathieu van der Poel (Alpecin-Deceuninck) |
| 20.–26. März       | Katalonien-Rundfahrt (Details)              | 400    | Primož Roglič (Jumbo-Visma)               |
| 22. März           | Classic Brugge-De Panne (Details)           | 300    | Jasper Philipsen (Alpecin-Deceuninck)     |
| 24. März           | E3 Harelbeke (Details)                      | 400    | Wout van Aert (Jumbo-Visma)               |
| 26. März           | Gent–Wevelgem (Details)                     | 500    | Christophe Laporte (Jumbo-Visma)          |
| 29. März           | Dwars door Vlaanderen (Details)             | 300    | Christophe Laporte (Jumbo-Visma)          |
| 2. April           | Flandern-Rundfahrt (Details)                | 800    | Tadej Pogačar (UAE Team Emirates)         |
| 3.–8. April        | Baskenland-Rundfahrt (Details)              | 400    | Jonas Vingegaard (Jumbo-Visma)            |
| 9. April           | Paris–Roubaix (Details)                     | 800    | Mathieu van der Poel (Alpecin-Deceuninck) |
| 16. April          | Amstel Gold Race (Details)                  | 500    | Tadej Pogačar (UAE Team Emirates)         |
| 19. April          | La Flèche Wallonne (Details)                | 400    | Tadej Pogačar (UAE Team Emirates)         |
| 23. April          | Lüttich–Bastogne–Lüttich (Details)          | 800    | Remco Evenepoel (Soudal Quick-Step)       |
| 25.–30. April      | Tour de Romandie (Details)                  | 500    | Adam Yates (UAE Team Emirates)            |
| 1. Mai             | Eschborn–Frankfurt (Details)                | 300    | Søren Kragh Andersen (Alpecin-Deceuninck) |
| 6.–28. Mai         | Giro d’Italia (Details)                     | 1100   | Primož Roglič (Jumbo-Visma)               |
| 4.–11. Juni        | Critérium du Dauphiné (Details)             | 500    | Jonas Vingegaard (Jumbo-Visma)            |
| 11.–18. Juni       | Tour de Suisse (Details)                    | 500    | Mattias Skjelmose Jensen (Trek-Segafredo) |
| 1.–23. Juli        | Tour de France (Details)                    | 1300   | Jonas Vingegaard (Jumbo-Visma)            |
| 29. Juli           | Clásica San Sebastián (Details)             | 400    | Remco Evenepoel (Soudal Quick-Step)       |
| 29. Juli–4. August | Polen-Rundfahrt (Details)                   | 400    | Matej Mohorič (Bahrain Victorious)        |
| 20. August         | Cyclassics Hamburg (Details)                | 400    | Mads Pedersen (Lidl-Trek)                 |
| 23.–29. August     | / Benelux Tour (Details)                    | 400    | Tim Wellens (UAE Team Emirates)           |
| 26. Aug.–17. Sep.  | Vuelta a España (Details)                   | 1100   | Sepp Kuss (Jumbo-Visma)                   |
| 3. September       | Bretagne Classic (Details)                  | 400    | Valentin Madouas (Groupama-FDJ)           |
| 8. September       | GP de Québec (Details)                      | 500    | Arnaud De Lie (Lotto Dstny)               |
| 10. September      | GP de Montréal (Details)                    | 500    | Adam Yates (UAE Team Emirates)            |
| 7. Oktober         | Il Lombardia (Details)                      | 800    | Tadej Pogačar (UAE Team Emirates)         |
| 12.–17. Oktober    | Gree-Tour of Guangxi (Details)              | 300    | Milan Vader (Jumbo-Visma)                 |

## Teams
Es wurden insgesamt 18 Teams für die UCI WorldTour 2023 lizenziert. Die Lizenzen sind vorbehaltlich der Einhaltung der Lizenzbestimmungen bis einschließlich 2025 gültig, nur für das Team DSM werden zusätzliche finanzielle Nachweise als Auflage für die Lizenzierung in den zwei Folgesaisons gefordert. Im Vergleich zur Vorsaison 2022 kamen Alpecin-Deceuninck und Arkéa-Samsic hinzu. Lotto Dstny (bis 2022 Lotto Soudal) und Israel-Premier Tech stiegen in die UCI ProSeries ab.
Auf Grund der Weltranglistenposition erhielten die UCI ProTeams Lotto Dstny und TotalEnergies Startrecht zu allen WorldTour-Rennen und Israel-Premier Tech zu allen Wettbewerben außer den Grand Tours.
→ Zu den UCI ProTeams 2023 siehe UCI ProSeries 2023#Teams
| Name (UCI-Code)                                  | Betreiber                        | Nationalität                 | Radhersteller    | WorldTeam seit |
| ------------------------------------------------ | -------------------------------- | ---------------------------- | ---------------- | -------------- |
| AG2R Citroën Team (ACT)                          | EUSRL France Cyclisme            | Frankreich                   | BMC              | 2009           |
| Alpecin-Deceuninck (ADC)                         | Wielerteam ciclismo Mundial BVBA | Belgien                      | Canyon Bicycles  | 2023           |
| Astana Qazaqstan Team (AST)                      | Abacanto SA                      | Kasachstan                   | Wilier Triestina | 2009           |
| Bahrain Victorious (TBV)                         | Bahrain World Tour Cycling Team  | Bahrain                      | Merida           | 2017           |
| Bora-hansgrohe (BOH)                             | Ralph Denk pro cycling GmbH      | Deutschland                  | Specialized      | 2017           |
| Cofidis (COF)                                    | Cofidis Compétition EUSRL        | Frankreich                   | LOOK             | 2020           |
| EF Education-EasyPost (EFE)                      | Slipstream Sports, LLC           | Vereinigte Staaten           | Cannondale       | 2009           |
| Groupama-FDJ (GFC)                               | Société de Gestion de L'Echappée | Frankreich                   | Lapierre         | 2012           |
| Ineos Grenadiers (IGD)                           | Tour Racing Limited              | Vereinigtes Königreich       | Pinarello        | 2010           |
| Intermarché-Circus-Wanty (ICW)                   | Want You Cycling                 | Belgien                      | Cube             | 2021           |
| Jumbo-Visma (TJV)                                | Team Oranje Road BV              | Niederlande                  | Cervélo          | 2009           |
| Movistar Team (MOV)                              | Abarca Sports S.L.               | Spanien                      | Canyon Bicycles  | 2009           |
| Soudal Quick-Step (SOQ)                          | Decolef lux sarl                 | Belgien                      | Specialized      | 2009           |
| Team Arkéa-Samsic (ARK)                          | Pro Cycling Breizh               | Frankreich                   | Bianchi          | 2023           |
| Team Jayco AlUla (JAY)                           | GreenEdge Cycling                | Australien                   | Giant            | 2012           |
| Team DSM (DSM)                                   | SMS Cycling B.V.                 | Niederlande                  | Scott            | 2013           |
| Trek-Segafredo (TFS) / Lidl-Trek (LTK) (ab Juli) | Trek Factory Racing              | Vereinigte Staaten           | Trek             | 2011           |
| UAE Team Emirates (UAD)                          | CGS Cycling Team AG              | Vereinigte Arabische Emirate | Colnago          | 2009           |